# Robert C. De Large

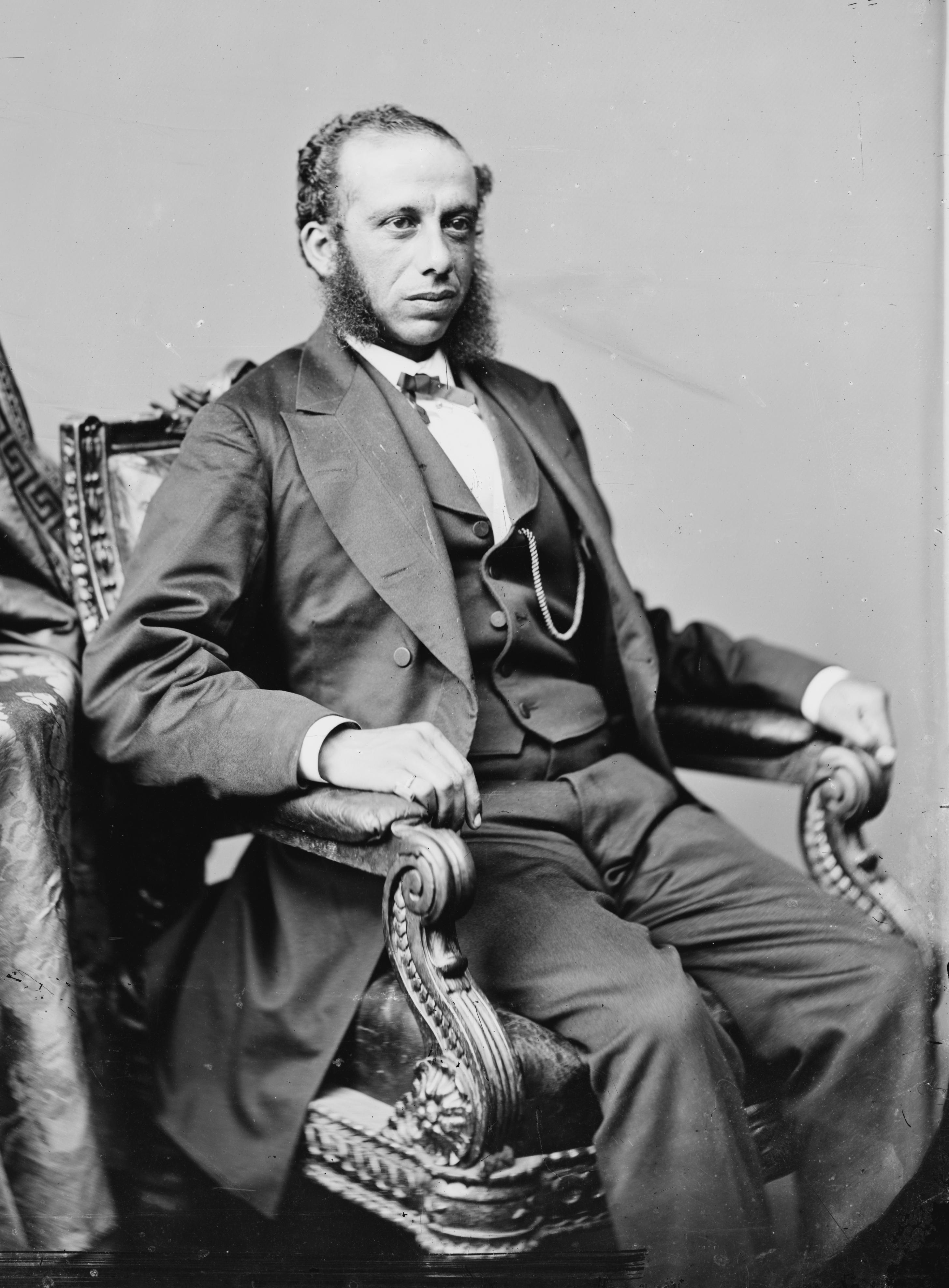
Robert C. De Large

Robert Carlos De Large (* 15. März 1842 in Aiken, Aiken County, South Carolina; † 14. Februar 1874 in Charleston, South Carolina) war ein US-amerikanischer Politiker. Zwischen 1871 und 1873 vertrat er den Bundesstaat South Carolina im US-Repräsentantenhaus.

## Werdegang
Robert De Large absolvierte die Wood High School und wurde anschließend in der Landwirtschaft tätig. Gleichzeitig begann er eine politische Laufbahn als Mitglied der Republikanischen Partei. Im Jahr 1868 war er Delegierter auf einer Versammlung zur Ṻberarbeitung der Verfassung von South Carolina. Von 1868 bis 1870 war er Abgeordneter im Repräsentantenhaus des Staates. Außerdem war er einer der Staatsbeauftragten zur Schuldentilgung und auch Staatsbeauftragter zur Verwaltung des öffentlichen Landes.
1870 wurde De Large im zweiten Wahlbezirk von South Carolina in das US-Repräsentantenhaus in Washington, D.C. gewählt. Dort trat er am 4. März 1871 die Nachfolge von Christopher C. Bowen an. Dieser legte aber gegen den Wahlausgang Widerspruch ein. Bis zur Entscheidung über den Wahleinspruch übte Robert De Large sein Mandat im Kongress aus. Erst am 24. Januar 1873, wenige Wochen vor dem Ende der Legislaturperiode am 3. März, wurde dem Einspruch Bowens stattgegeben und der Abgeordnetensitz für vakant erklärt. Am 4. März 1873 übernahm dann der 1872 gewählte Alonzo J. Ransier dieses Mandat.
Nach seiner Zeit im Repräsentantenhaus war De Large noch Mitglied im Stadtrat von Charleston. Er starb am 14. Februar 1874.